# Hans Versnel
Hans Versnel (Rotterdam, 1 januari 1947 - 24 oktober 2017) was een Nederlandse zanger, presentator en entertainer. Tevens was Versnel voorzitter van RTV Oranje (januari 2009 tot augustus 2009). Hij woonde in Havelte in Zuidwest-Drenthe.

## Carrière
Versnel begon zijn carrière als zanger. In 1968 brengt hij zonder veel succes de single Urselena uit , met op de B-kant Hey You. In de jaren zeventig is hij actief als dj in het casino van Noordwijk en ook als showmaster in Leiden en omstreken. In 1976 verschijnt de single Leve De Opera. Dan probeert hij het als Bullie Balou in 1978 en 1979 nogmaals. Hij brengt twee singles uit, resp. Choo-Choo Train en Doe De Balou. Deze songs zijn geschreven en geproduceerd door de leden van de populaire Leidse band Catapult. De singles krijgen weliswaar airplay op de Nederlandse radiostations, maar worden geen hit. Hij profileert zich dan als feestzanger (Hans Versnel & De Snipperband in 1979) en presentator van 'De Kinderlachshow' (in 1981). Maar de uitgebrachte singles worden geen hits. Versnel zong het clublied van VV SJC in dat op vinyl single uitkwam in Noordwijk.
Met zijn kinderlachshow trok hij van 1979 t/m 1982 door de bollenstreek naar parkeerterreinen, markten e.d. Voor een gulden konden kinderen meedingen naar prijzen en zorgde hij voor entertainment bij kinderen door humor en liedjes.
In 1981 komt Versnel veelvuldig voor in de videoclip van Rubberen Robbie, De Nederlandse sterre die strale overal! dat op nummer 1 kwam in de Nederlandse Top 40.
De eerste hit in de Mega Top 100 is de Ome Jo Medley in 1989. Lekker swingen met die hap (met De Meestermixers) wordt zijn grootste hit in 1991. Het liedje is een Nederlandstalige parodie op Swing the Mood van Jive Bunny & The Mastermixers uit 1989. Het bereikt de zeventiende plaats. Er volgen nog een paar kleine hits in de jaren negentig, zoals We Gaan Met Z'n Allen Naar Amerika in 1994. Tevens presenteert hij samen met Jack van Gelder voor de TROS in het seizoen 1990 Te land, ter zee en in de lucht vanuit de Efteling. Als Hans Versnel & The Freejays brengt hij in 2000 de single Samen Voor Oranje uit. Als deze flopt, wordt er verder niets meer van hem vernomen.
Hans Versnel had een zoon en een dochter. De entertainer overleed op 70-jarige leeftijd.

## Singles
| Single met eventuele hitnotering(en) in de Nederlandse Top 40 | Datum van verschijnen | Datum van binnenkomst | Hoogste positie | Aantal weken | Opmerkingen                                   |
| ------------------------------------------------------------- | --------------------- | --------------------- | --------------- | ------------ | --------------------------------------------- |
| Lekker swingen met die hap                                    | 1991                  | 19-01-1991            | 19              | 5            |                                               |
| We gaan met z'n allen naar Amerika                            | 1994                  | 23-04-1994            |                 |              | #26 in de Single Top 100                      |
| Hee Ho (met Ajax gaat 't zo)                                  | 1995                  | 13-05-1995            |                 |              | #37 in de Single Top 100                      |
| Daar feest we allemaal                                        | 2005                  | 17-12-2005            |                 |              | #51 in de Single Top 100, met Het Piratenteam |
| Aan het strand...zingt een muzikant                           | 2008                  | 10-05-2008            |                 |              | #95 in de Single Top 100, met C'est Tout      |

## Voetnoten
1. ↑  Hans Versnel (Bully Balou) maakt plaatje - Leidsch Dagblad, 20 maart 1979
2. ↑  Hans Versnel met De Meestermixers - Lekker Swingen Met Die Hap, opname op YouTube. Gearchiveerd op 22 maart 2020.

- International Standard Name Identifier: 0000 0004 6233 6052
- MusicBrainz: 4dc6d757-d769-48c5-835a-8903accc705c
- Virtual International Authority File: 6954155566490913380006